# История религий России
«История религий России» — обязательный общеобразовательный курс для российских высших учебных заведений, разработанный Министерством науки и высшего образования Российской Федерации. Авторы программы её целью заявляют получение студентами знаний, умений и навыков, необходимых для понимания исторических основ становления и развития, а также современного состояния религиозных традиций в России, их вероучительных, культовых, культурных, ценностных и правовых характеристик, релевантных традиционным духовно-нравственным ценностям Российской Федерации, государственно-религиозных отношений в стране.

## История
Первыми практическими шагами на направлении введения в российских вузах курса «История религий России» стали Указ Президента Российской Федерации от 09.11.2022 г. № 809 «Об утверждении Основ государственной политики по сохранению и укреплению традиционных российских духовно-нравственных ценностей» и поручения главы государства от 11.12.2022 года по итогам встречи с историками и представителями традиционных религий России. На этой нормативной базе Министерство науки и высшего образования России совместно с Межведомственной комиссией по историческому просвещению, Ассоциацией «Российское историческое общество» и при участии заинтересованных федеральных органов исполнительной власти приступили к разработке и внедрению в образовательные программы высшего образования учебного нового курса.
Уже в 2023—2024 учебном году в 28 университетах России была запущена апробация новой дисциплины. Эксперимент был признан успешным, поэтому в следующем учебном сезоне 2024—2025 года, в соответствии с решением Минобрнауки, новый курс был запущен в большинстве российских вузов, прежде всего — на социо-гуманитарных направлениях подготовки, а на «непрофильных» специальностях предусматривалась его интеграция в виде отдельного образовательного модуля. В учебных заведениях, в которых имелись программы обучения на иностранных языках, также был введен адаптированный англоязычный вариант дисциплины — «History of Religions in Russia».

## Содержание курса
Типовая программа курса «История религий России» состоит из трех частей: вводный историко-религиоведческий раздел, аспекты формирования государственности, в рамках которой создавалась поликонфессиональная карта России, а также религиозные традиции и правовые аспекты современности. Указанный учебный модуль рассчитан на 36 лекционных часов и 36 часов семинарских занятий. Курс предназначается для бакалавров, магистров и специалистов.